# Andy Magid

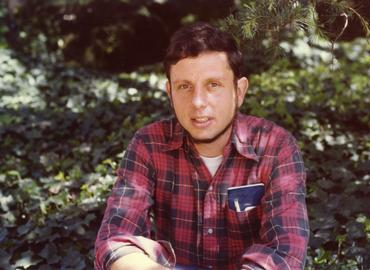
Andy Magid 1980

Andy Roy Magid (* 4. Mai 1944 in Saint Paul, Minnesota) ist ein US-amerikanischer Mathematiker.
Magid studierte Mathematik an der University of California, Berkeley mit dem Bachelor-Abschluss 1966 und wurde 1969 bei Daniel Zelinsky an der Northwestern University promoviert (Dissertation:  Separable Subalgebras of Commutative Algebras and Other Applications of the Boolean Spectrum). 1969 bis 1972 war er Ritt Assistant Professor an der Columbia University. 1972 wurde er Assistant Professor, 1974 Associate Professor und 1977 Professor an der University of Oklahoma. 1989 bis 1994 stand er dort der Abteilung Mathematik vor. 1989 wurde er George Lynn  Cross Research Professor. 2012 wurde er emeritiert.
1975/76 war er Visiting Associate Professor an der University of Illinois. Außerdem war er Gastprofessor an der University of Virginia, der Hebräischen Universität in Jerusalem, am Technion (Lady Davis Fellow), an der Bar Ilan Universität und an der University of California, Berkeley.
Er befasst sich mit kommutativer Algebra, Galoistheorie von Ringen, algebraischer Geometrie, algebraischen Gruppen, Darstellungen von Gruppen und Differentieller Galoistheorie. Er veröffentlichte auch über Mathematikpädagogik.
Er ist Fellow der American Mathematical Society.

## Schriften
- Applied matrix  models: a second course in linear algebra with computer applications, Wiley 1985
- Module categories of analytic groups, Cambridge Tracts in Mathematics, Cambridge University Press 1982
- Lectures on Differential Galois Theory, American Mathematical Society 1994, 2. Auflage 1997[3]
- The separable Galois theory of commutative rings, Dekker 1974, 2. Auflage, Boca Raton, CRC Press 2014
- mit Alexander Lubotzky: Varieties of representations of finitely generated groups, Memoirs of the American Mathematical Society 1985
- mit C. McKnight, T. Murphy, M. McKnight: Mathematics education research. A guide for the research mathematician, American Mathematical Society 2000
- Differential Galois Theory, Notices of the AMS, Band 46, 1999, Nr. 9, S. 1041–1049, pdf